# Râul Iara, Arieș
Râul Iara este un curs de apă, afluent al râului Arieș. 
Râul Iara izvorăște de sub Muntele Mare și se formează din pârâul Măruțiu (care izvorăște de la o altitudine de 1.670 m) și pârâul Uricarul Mare (care coboară din culmea Piciorongul de la altitudinea de 1.640 m).

## Galerie de imagini

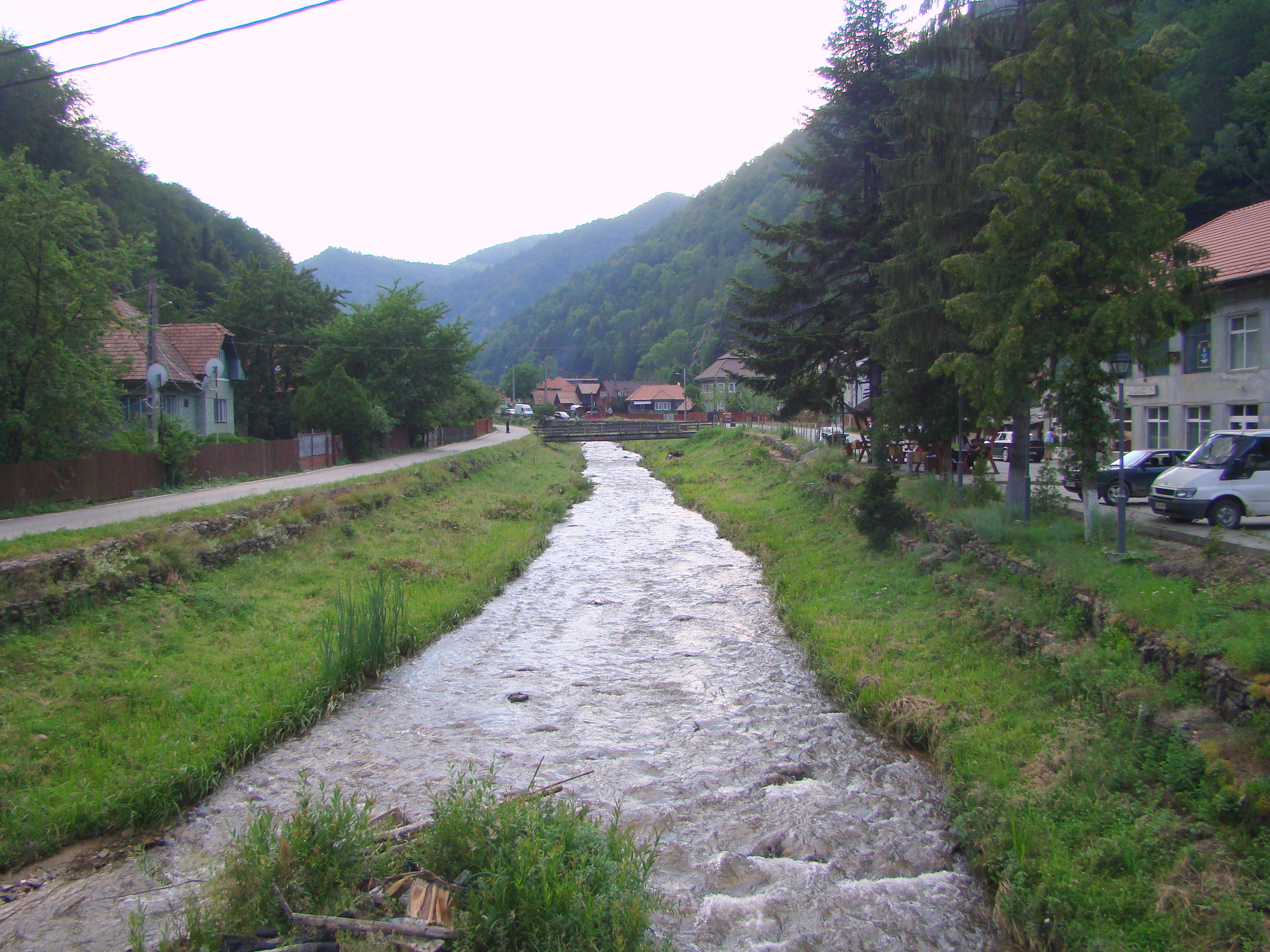
Râul Iara la Valea Ierii
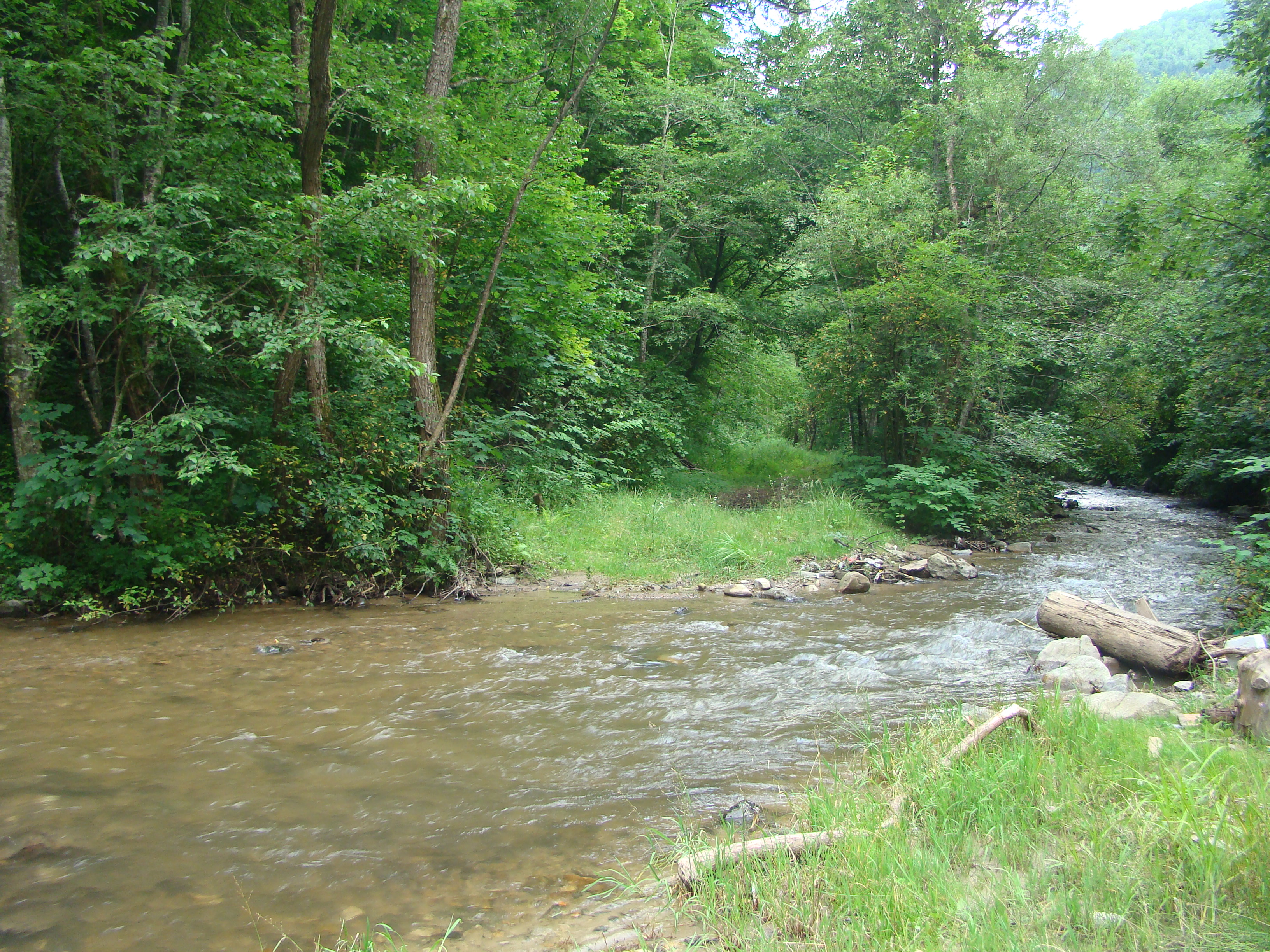
Râul Iara în cursul superior
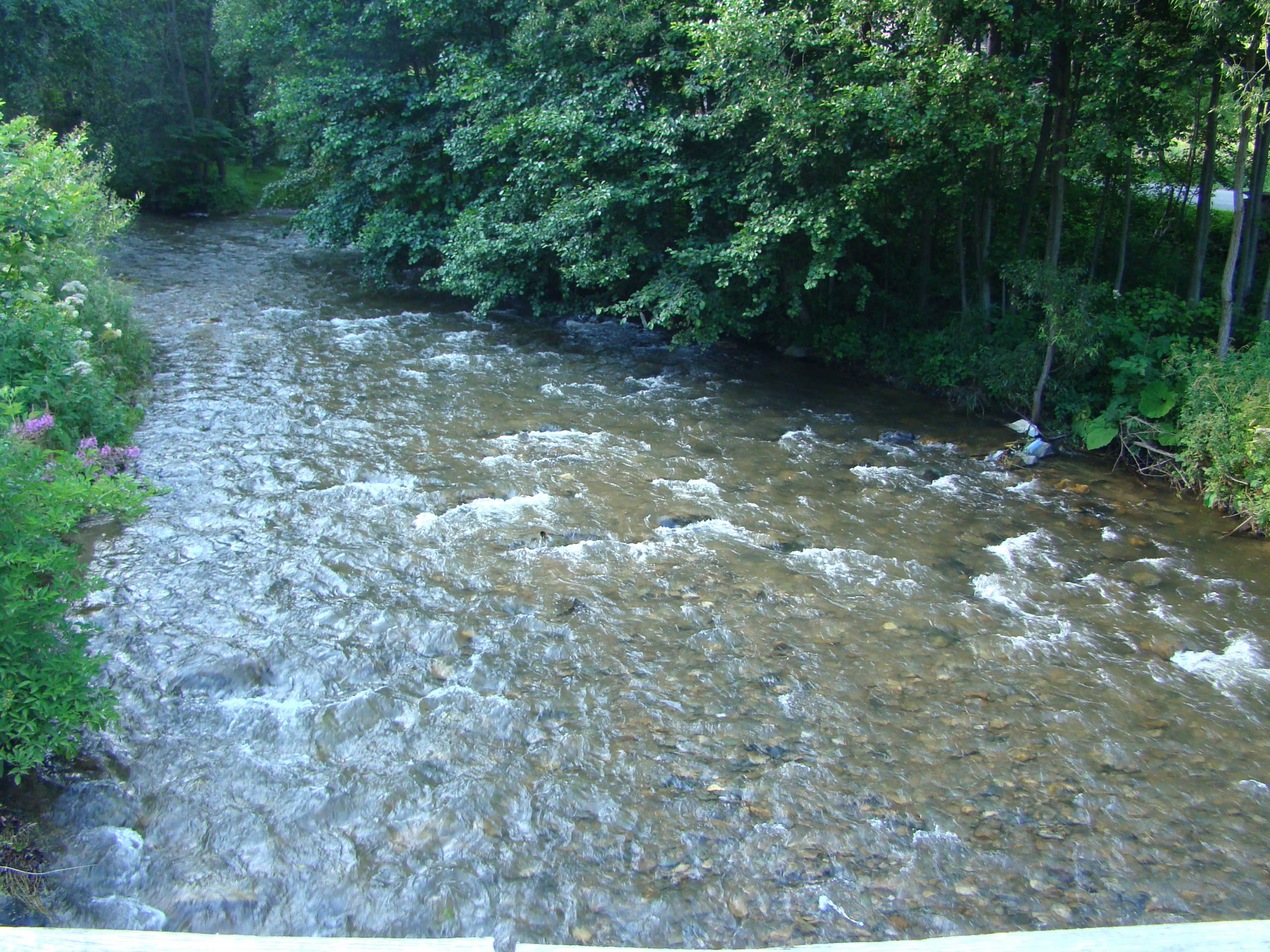
Râul Iara la Moara de Pădure
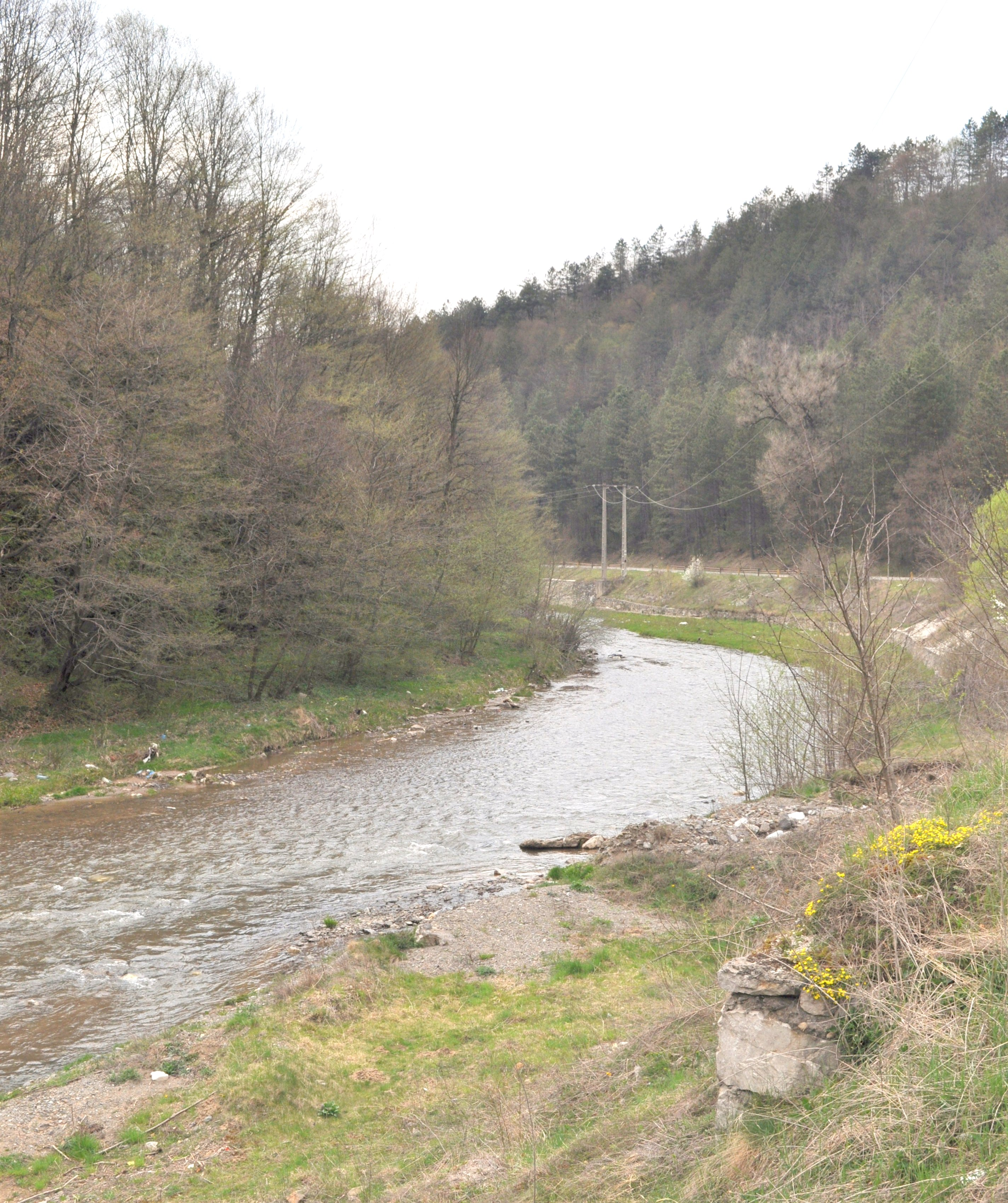
Râul Iara în apropiere de Surduc